# New Edinburg
New Edinburg è un census-designated place (CDP) degli Stati Uniti d'America, situato in Arkansas, nella contea di Cleveland. Secondo il censimento del 2020 gli abitanti di New Edinburg ammontavano a 134.
Due siti di New Edinburg sono stati inseriti nel National Register of Historic Places: la Attwood-Hopson House, la Barnett-Attwood House ed il New Edinburg Commercial Historic District.